# Honning
 For alternative betydninger, se Honning (flertydig). (Se også artikler, som begynder med Honning)
Honning (fra germansk: honang = "den gyldne") er honningbiernes oplagsnæring, som de bruger i forbindelse med overvintring. Bierne indsamler nektar fra blomster, men de henter også sukker fra bladlusenes ekskrementer, betegnet "honningdug", og fra nektarier på bregner og visse løvtræers blade.
Nektaren behandles med enzymer i biens honningmave, hvorefter den bliver til flydende honning, der derefter kastes op fra mavesækken. Samtidig reduceres vandindholdet ved fordampning fra 25-65 % til mindre end 20 %, der gør honning lagerfast. Det afhænger meget af, hvor bierne har hentet nektaren, om honningen skal blive ved med at være flydende (som robiniehonning er) eller om den skal krystallisere og størkne (som rapshonning gør).
Biavleren sørger for erstatningsfoder (sukkervand) og tager til gengæld honningen fra bifamilien før indvintringen.

## Beskrivelse
Honning er en tyktflydende eller fast masse, som smager meget sødt på grund af det høje sukkerindhold. Fast, krystalliseret honning kan gøres flydende igen ved opvarmning, men temperaturer over 40 °C ødelægger desværre vigtige indholdsstoffer.
Honningens farve stammer mest fra de blomster, som nektaren stammer fra, og den kan være alt fra hvidgul til grønligt sort. Smagen er på samme måde afhængig af, hvilke blomster, bierne har besøgt. Mens f.eks. kløver- og lindehonning er lyse og milde i smagen, er lynghonning, lavendelhonning og rosmarinhonning mørke og krydrede. Honning fra Jordbærtræ er bitter og krydret.

## Honningtyper
Følgende rene honningtyper kan fås på det danske marked:
- Blomsterhonning – (mild i smagen med en fin, karakteristisk duft)
- Skovhonning – (meget mørk, stammer fra ”honningdug”, neutralt sød)
- Lynghonning – (mørk og krydret)
- Urtehonning – (hver krydderurt leverer en mørk og ganske karakterfuld honning)
- Lindehonning – (mild i smagen, lys i farven)
- Rapshonning – (meget mild, meget lys, krystalliserer hurtigt)
- Kløverhonning – (mild, lys og med en blid smag)

Honningtypen kan altid fastslås ved en undersøgelse af de pollenkorn, der findes i produktet, hvis man ikke kan smage sig frem.
Derudover findes der også kunsthonning, der fremstilles af sukker, glukose og fruktose. Kunsthonning er således ikke en rigtig honning.

## Giftige honningtyper
Nektar (og derfor også honning) fra Guld-Azalea (Rhododendron luteum) og flere andre arter af Rhododendron er giftig for mennesker, men ikke for bierne.

## Indhold
Honning indeholder 14-18% vand ud over de sukkerstoffer, den består af. Indholdet af antioxidanter, enzymer, vitaminer og mineraler gør dog honning til et mere sundt produkt end rent sukker.
 
På grund af det lave vandindhold og det koncentrerede sukkerindhold er honning langtidsholdbar. Ganske vist kan den krystallisere noget ved længere tids opbevaring, men det skader ikke den indholdsmæssige kvalitet. Bakterier og svampe (f.eks. gærsvampe) kan ikke formere sig i honning, da den høje sukkerkoncentration ødelægger dem ved osmotisk udtørring. Visse bakterier kan dog overleve i honning, og det gør produktet uegnet for småbørn under 12 måneder (ifølge netdoktor.dk). Deres mavesaft er endnu ikke tilstrækkeligt sur til at dræbe de skadelige bakterier, og honningindtagelse kan påføre dem en alvorlig madforgiftning (f.eks. i form af botulisme).
Nogle biavlere tilsætter fx mere pollen end den naturlige forekomst eller propolis. De kan dog ikke kalde produktet honning, da danske og internationale regler fastslår, at der ikke må foretages nogen form for tilsætning til den naturlige honning, hvis det skal kaldes honning.
Hvis vandindholdet er over 20% kan honningen gære. Da gæringsprocessen producerer vand, er det en selvforstærkende proces. Da honning let optager fugt fra luften, skal den opbevares i tætsluttende emballage.

## Anvendelse
Honning bliver både brugt som næringsmiddel og naturlægemiddel.

### Næringsmiddel
Før det lykkedes at fremstille sukker fra sukkerrør, var honning et meget vigtigt og efterspurgt sødemiddel, ofte det eneste man kendte. I dag bruges honning som pålæg og som et sødemiddel, der giver madretter, desserter, kager, slik og drikkevarer en karakteristisk, mild smag.

### Naturmedicin
Honning bliver brugt som naturmedicin, dog vel nok mest i de tysktalende lande, hvor man har en meget lang tradition for at værdsætte honningens forebyggende virkning på sundheden. Det har været kendt siden oldtiden, at honning virker antiseptisk, og allerede ægypterne brugte honning til sårbehandling.

## Høst og behandling
Tidligere fratog man honning fra bierne ved at plyndre biboene for de vokskager, bierne opbevarer honningen i. Det kunne være fra biernes naturlige boer i hule træer og lign. eller fra bikuber. Herved blev bifamilien sædvanligvis ødelagt.
I dag udtager biavleren rammer med honning af bistadet uden at genere bierne væsentligt. Der kan høstes én eller flere gange i løbet af sommeren. I forbindelse med sidste høst omkring 1. august begynder biavleren at fodre med sukkervand i stadet. Fra en bifamilie høstes der normalt fra 0 til 50 kg honning pr. år.
Bierne lukker hver enkelt vokscelle med et låg af voks. Denne forsegling skal skrælles af før tavlerne kan anbringes i en honningslynge, hvor rotationen slynger den tyndtflydende honning ud i et kar. Herfra løber honningen gennem en grov og desuden ofte en fin si.
En mindre anvendt metode er at presse honningen ud med en honningpresse.
Mange anser nyslynget honning for en særlig delikatesse; men i denne tilstand skal den spises straks. Skal honningen kunne opbevares, skal den efter slyngningen omrøres jævnlig i en periode, før den kan tappes på bægre. Sker dette ikke vil den krystallisere i grove krystaller i bægeret og blive nærmest uspiselig (der er dog nogle som foretrækker "knasehonning"). Ved omrøringen sikrer man sig, at krystalliseringen sker i små krystaller, hvorved man får den velkendte cremede konsistens. Jævnfør ovenfor omtalte store forskelle på honningtyperne er der også stor forskel på, hvor hurtigt honningen krystalliserer og dermed, hvor lang tid der skal røres. Fra nogle få dage ved rapshonning til mere end to måneder ved visse "havehonninger". Især længere sydpå i Europa er flydende honning det mest almindelige.
Mange større biavlere leverer deres honning til honningcentraler, der tager sig af den videre forarbejdning. På grund af transporttiden kan honningen være krystalliseret ved modtagelsen, og det være nødvendigt at opvarme honningen for at nedbryde krystallerne. Dette skal ske langsomt og ved lav temperatur. Alligevel kan smagen forringes. 
Bortset fra lynghonning vil honningcentralerne normalt blande honningen til det ensartede produkt, vi ser i de fleste butikker.